# 게르만족 국립박물관

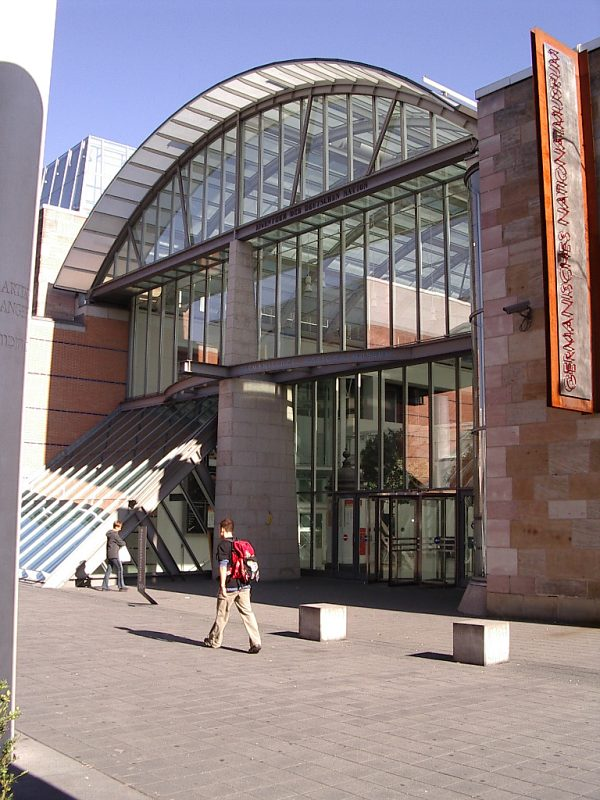

게르만족 국립박물관(독일어: Germanisches Nationalmuseum)은 독일 뉘른베르크에 소재한 박물관이다. 1852년 개관했다. 선사시대부터 현재에 이르기까지 독일의 문화에 관한 방대한 유물들을 소장하고 있다. 독일 국내 최대의 문화사 박물관으로, 130만여 점의 유물을 소장하고 약 25,000 점을 전시하고 있다.
원래 이름은 그냥 게르만족 박물관(독일어: Germanisches Museum)이었으며, 프랑켄 귀족 한스 폰 운트 추 아우프세스 남작을 비롯한 일군의 사람들이 뜻을 모아 건립했다.

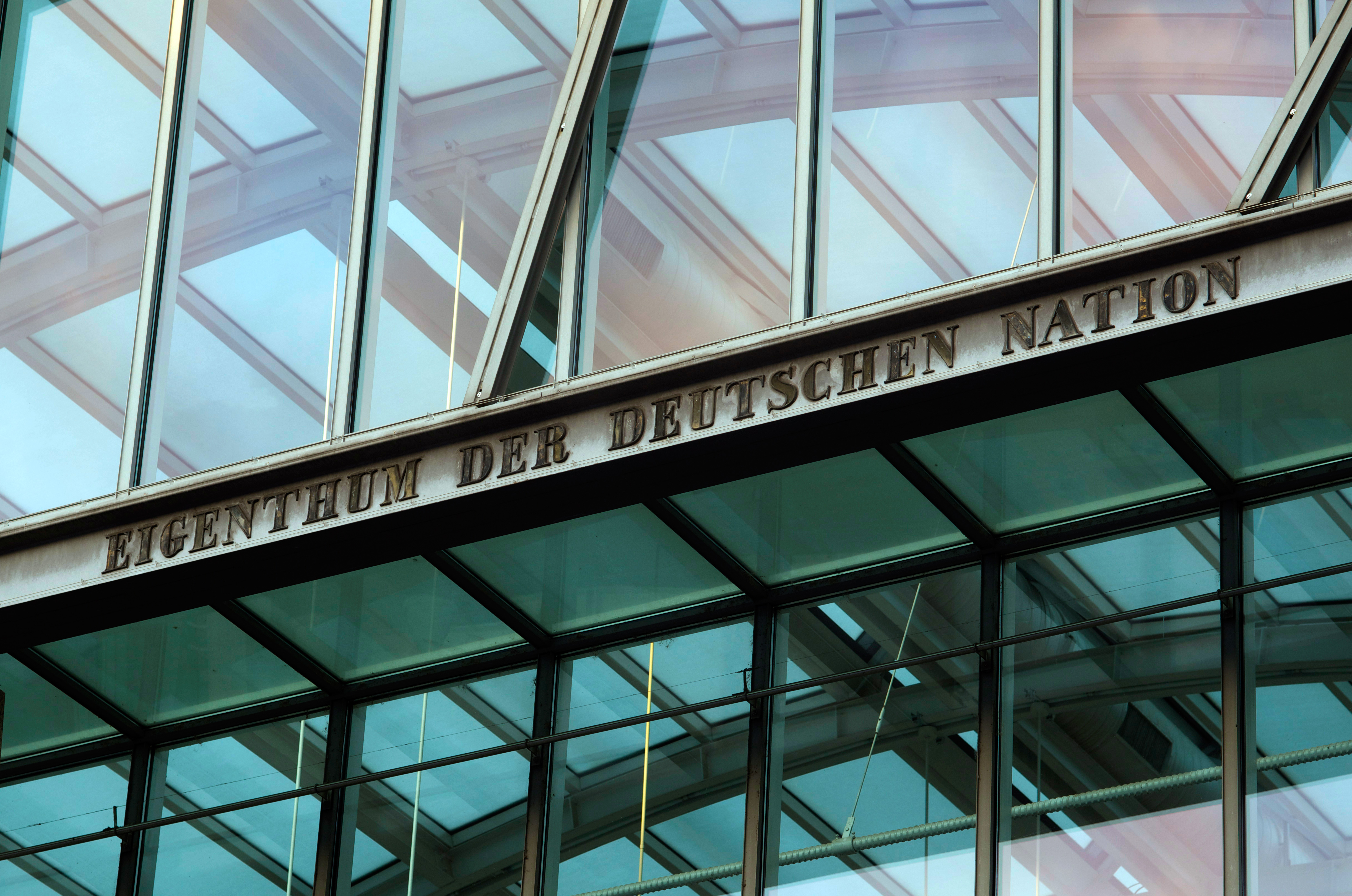
정문에 식각된 “독일 국민의 것(Eigenthum der deutschen Nation)”이라는 표어는 1852년 설립 당시에 새겨진 것이다.

여기서 “독일”이 아니라 “게르만”이라는 이름이 붙은 것은 19세기의 역사적 맥락이 있다. 1846년, 그림 형제, 레오폴트 랑케, 야코프 부르크하르트를 비롯한 독일 언어학자 및 역사학자들이 프랑크푸르트암마인에 모여 자신들의 학문을 “게르만학(Germanistik)”이라고 부르자고 합의했다. 그 뒤에는 1848년 혁명이 실패로 돌아가 통일 “독일”의 꿈은 실패로 돌아갔다. 따라서 박물관의 이름이 “게르만”으로 정해진 것은 “독일”이라는 국가의 존재가 좌절된 상황에서 독일어권으로 정의되는 지역 전체에 대한 문화적 관련성을 유지하려는 관념에서 비롯된 것이다. 1852년 당시에는 독일어권의 문화를 단일한 것으로 서술하려는 박물관의 시도는 정치적으로 진보적인 개념이었고, 근대의 쇼비니즘과는 다른 것이었다. 1871년 독일제국이 출범하자 그것을 지지하는 의미로 이름에 “국립”을 추가했다.
게르만족 국립박물관은 전시공간일 뿐 아니라 중요한 연구교육기관이기도 하다.